# Wacholderheide bei Welterod
Koordinaten: 50° 8′ 23″ N, 7° 54′ 26″ O
Die Wacholderheide bei Welterod (auch: Wacholdervorkommen Welterod) ist das kleinste Naturschutzgebiet im Rhein-Lahn-Kreis in Rheinland-Pfalz. Das 2,6 ha große Gebiet liegt nordöstlich der Ortsgemeinde Welterod, die zur Verbandsgemeinde Nastätten gehört.